# Ioannis Theotokis
Ioannis Theotokis (griechisch Ιωάννης Θεοτόκης, * 1880 in Korfu; † 6. Juni 1961) war ein griechischer Politiker und ehemaliger Ministerpräsident.

## Familie
Theotokis entstammte einer politisch einflussreichen korfiotischen Familie. Er war der Sohn des vierfachen Ministerpräsidenten Georgios Theotokis. Sein älterer Bruder Nikolaos Theotokis war ebenfalls Politiker und wurde nach der Niederlage im Griechisch-Türkischen Krieg als Hochverräter hingerichtet. Sein Sohn Spyros Theotokis wurde später ebenfalls Politiker. Des Weiteren war er Onkel des späteren Ministerpräsidenten Georgios Rallis.

## Politische Laufbahn
Theotokis war Kammerherr der Königin Sophie, der Gemahlin von König Konstantin I.
Er begann seine eigentliche politische Laufbahn mit der Wahl zum Abgeordneten der Nationalversammlung (Voulí ton Ellínon), in die er sieben Mal wiedergewählt wurde. Darüber hinaus war er drei Mal Landwirtschaftsminister.
Von Oktober bis November 1935 war er Stellvertretender Ministerpräsident und Außenminister im Kabinett von Georgios Kondylis, das König Georg II. aus dem Exil zurück nach Griechenland holte. Während der Diktatur von General Ioannis Metaxas war er zwischen 1936 und 1941 unter Hausarrest auf der Insel Korfu gestellt.
Nach dem Ende des Zweiten Weltkrieges war er 1946 für kurze Zeit Präsident der Nationalversammlung. Vom 6. Januar bis zum 23. März 1950 war er schließlich Ministerpräsident.

## Biographische Quellen und Hintergrundinformationen
- Kurzbiographie
- Ministerlisten der Regierungen 1946–1951 (Memento vom 17. Juli 2012 im Internet Archive)

| Vorgänger           | Amt                                   | Nachfolger          |
| ------------------- | ------------------------------------- | ------------------- |
| Alexandros Diomidis | Premierminister von Griechenland 1950 | Sophoklis Venizelos |

| Personendaten    | Personendaten                                |
| ---------------- | -------------------------------------------- |
| NAME             | Theotokis, Ioannis                           |
| ALTERNATIVNAMEN  | Θεοτόκης, Ιωάννης (griechisch)               |
| KURZBESCHREIBUNG | griechischer Politiker und Ministerpräsident |
| GEBURTSDATUM     | 1880                                         |
| GEBURTSORT       | Korfu                                        |
| STERBEDATUM      | 6. Juni 1961                                 |